# Bengt-Anders Johansson
Bengt-Anders Johansson, född 7 mars 1951 i Villstads församling i Jönköpings län, är en svensk politiker (moderat). Han var ordinarie riksdagsledamot 2002–2014, invald för Jönköpings läns valkrets. Dessförinnan var Johansson (från 1992) kommunstyrelsens ordförande och kommunalråd i Gislaveds kommun, ett uppdrag som han avsade sig i samband med att han blev riksdagsledamot.
Vad gäller Johanssons utskottsuppdrag i riksdagen märks främst att han var vice ordförande i miljö- och jordbruksutskottet från oktober 2010 till oktober 2014, ett utskott där han varit ledamot från 2002 till 2010. Utöver detta var han bland annat ledamot i EU-nämnden 2006–2010 samt 2012–2014 (suppleant 2010–2012) och ledamot i Krigsdelegationen 2010–2014.
Han är bosatt i Smålandsstenar. Den 25 september 2013 meddelade Johansson att han lämnar riksdagen efter riksdagsvalet 2014.
Johansson var även Moderaternas talesperson i jakt- och rovdjursfrågor. Han var vidare varit ordförande för riksdagens jakt- och fiskeklubb, samt medlem i Jägareförbundet.